# Гольяновская улица
Голья́новская улица — улица на востоке Москвы в Басманном районе между Семёновской набережной и Госпитальным Валом.

## Происхождение названия
Улица получила название в 1901 году по проживанию выходцев из подмосковной деревни Гольяново, разводивших здесь огороды. Деревня известна по документам с XVII века в форме Гальяново и Гольяново. Название её, видимо, восходит к неканоническому имени Гольян (гольян — пресноводная рыба). В 1960 году Гольяново вошло в черту Москвы, a название унаследовал район (ныне в Восточном административном округе).
В XIX веке значилась как Банный проезд и Банный переулок — по находившейся здесь бане.

## Описание
Гольяновская улица начинается от Семёновской набережной, проходит на юго-восток и выходит на улицу Госпитальный Вал напротив Боровой улицы.

## Здания и сооружения
По нечётной стороне:
- № 1-а — детский сад № 1374;
- № 3-а, корп. 1 — общежитие МГСУ;
- № 3-а, стр. 1 — ЗАО «Еврогаз»;
- № 7-а — детский сад № 1975;
- № 7-а, стр. 1 — Телевизионный Московский НИИ;

По чётной стороне:
- № 4 — Главное управление Федеральной службы судебных приставов по г. Москве.